# Mansonia
Genre
Les Mansonia forment un genre de moustiques de la famille des Culicidae, de la sous-famille des Culicinae. Ce genre regroupe 24 espèces de moustiques plutôt grands et foncés (bruns ou noirs) classés en 2 sous-genres : Mansonia et Mansonioides.

## Taxonomie
Les Mansonia sont proches des Coquillettidia avec lesquels ils sont regroupés dans la tribu des Mansoniini; le stade larvaire de ces espèces respirent par l"intermédiaire de la tige des plantes aquatiques (Pistia stratiotes et jacinthe d'eau  entre-autres) où elles se fixent par l'intermédiaire de leur siphon court et coniques.

## Description
Morphologie : Chez les adultes, les ailes possèdent de larges écailles dissymétriques en forme de cœur, noires ou blanches donnant un aspect poivre et sel à l’aile. Les adultes se caractérisent également par la présence d' anneaux blancs sur les tarses de la patte III.
D'autres espèces de Culicidae présentent également des ailes à l'aspect "poivre et sel" , mais à la tructure d'éacilles différentes, par exemple Mimomyia mediolineata, Aedes furcifer, Aedes taylori, Aedeomyia africana, Aedeomyia furfurea.
Les soies acrosticales sont peu développées et les soies postspiraculaires sont présentes.
Les palpes du mâle sont un peu plus longs que le proboscis, l’avant-dernier palpomère créant un « cassure » sur le palpe.

## Biologie
Comme chez les Culicinae (mais c'est un fait rare chez les moustiques), la larve respire en perforant la tige d'un végétal dans lequel elle insère son siphon. Cette espèce est de ce fait peu accessible à tout traitement de contrôle chimique des populations.
Les végétaux-hôtes de la larve peuvent être variés, mais il s'agit surtout de Pistia ou de grandes plantes flottantes.
La plupart des espèces au stade adulte ont une activité nocturne, les femelles étant très agressives pour l'homme au moment où elles recherchent leur repas de sang.

## Aire de répartition
Deux espèces seules sont présentes en Afrique : Mansonia africana qui est confinée à l’Afrique mais y est abondante, et Mansonia uniformis  s'étendant de plus aux régions orientale et australasienne. Les autres espèces se rencontrent en région néotropicale, orientale et asiatique.

## Intérêt écoépidémiologique et épidémiologique
Certaines espèces sont de redoutables nuisants de par les piqûres qu'elles infligent en masse.
Plusieurs espèces sont anthropophiles.
Certaines ont été trouvées infectées naturellement par des arbovirus ou microfilaires, qu'elles peuvent transmettre à l'Homme ou à des animaux.
- Des espèces du genre Mansonia transmettent une filariose lymphatique :  la filariose de Malaisie (Brugia malayi). Des espèces vivant dans des marécages ouverts (Mansonia uniformis, M. annulifera, M. indiana) sont vectrices de l’Inde jusqu’en Asie de l’est. Des espèces zoophiles et rurales, Mansonia bonneae, M. dives et M. uniformis sont vectrices en Thaïlande, Malaisie et aux Philippines.
- La filariose de Malaisie (ou filariose lymphatique orientale) due à Brugia malayi, est exclusivement asiatique (Asie du Sud-Est, Inde, Sri Lanka, Corée et Chine).

## Taxinomie
Mansonia est le nouveau de Panoplites Theobald 1901 préoccupé par Gould 1853 (Aves).

### Liste des espèces mondiales
Selon Harbach (2007)
- Sous genre Mansonia Blanchard, 1901
  - Mansonia (Mansonia) amazonensis (Theobald, 1901)
  - Mansonia (Mansonia) cerqueirai (Barreto & Coutinho, 1944)
  - Mansonia (Mansonia) chagasi (da Costa Lima, 1935)
  - Mansonia (Mansonia) dyari Belkin, Heinemann & Page, 1970
  - Mansonia (Mansonia) flaveola (Coquillett, 1906)
  - Mansonia (Mansonia) humeralis Dyar & Knab, 1916
  - Mansonia (Mansonia) iguassuensis Barbosa, da Silva & Sallum, 2007
  - Mansonia (Mansonia) indubitans Dyar & Shannon, 1925
  - Mansonia (Mansonia) leberi Boreham, 1970
  - Mansonia (Mansonia) pessoai (Barreto & Coutinho, 1944)
  - Mansonia (Mansonia) pseudotitillans (Theobald, 1901)
  - Mansonia (Mansonia) suarezi Cova Garcia & Sutil Oramas, 1976
  - Mansonia (Mansonia) titillans (Walker, 1848)
  - Mansonia (Mansonia) wilsoni (Barreto & Coutinho, 1944)

- Sous genre Mansonioides Theobald, 1907

- - Mansonia (Mansonioides) africana (Theobald, 1901)
  - Mansonia (Mansonioides) annulata Leicester, 1908
  - Mansonia (Mansonioides) annulifera (Theobald, 1901)
  - Mansonia (Mansonioides) bonneae Edwards, 1930
  - Mansonia (Mansonioides) dives (Schiner, 1868)
  - Mansonia (Mansonioides) indiana Edwards, 1930
  - Mansonia (Mansonioides) melanesiensis Belkin, 1962
  - Mansonia (Mansonioides) papuensis (Taylor, 1914)
  - Mansonia (Mansonioides) septempunctata Theobald, 1905
  - Mansonia (Mansonioides) uniformis (Theobald, 1901)